# Royal Eagle
Royal Eagle is een historisch merk van motorfietsen.
De bedrijfsnaam was: Coventry-Eagle Cycle & Motor Co., Coventry.
De machines van het merk Coventry-Eagle werden in de periode van 1901 tot 1910 ook onder deze naam verkocht.